# Среднеазиатская черепаха
Среднеазиа́тская черепа́ха, или степна́я черепа́ха (лат. Testudo (Agrionemys) horsfieldii), — черепаха семейства Сухопутных черепах. Включается в род Европейские сухопутные черепахи, или (в работах советских и российских герпетологов) выделяется в род Среднеазиатские черепахи (Agrionemys). Латинское название получила в честь британского натуралиста Томаса Хорсфилда.
Обитает преимущественно в пустынных ландшафтах. В Казахстане часто становится жертвой нелегального отлова и торговли.
Популярное домашнее животное, живущее 10—30 лет. При правильном уходе может прожить дольше. Однако неопытным владельцам трудно обеспечить правильный уход, так как образ жизни степной черепахи в дикой природе сильно отличается от того, что может предложить заботливый хозяин.
Растёт на протяжении всей жизни.

## Описание

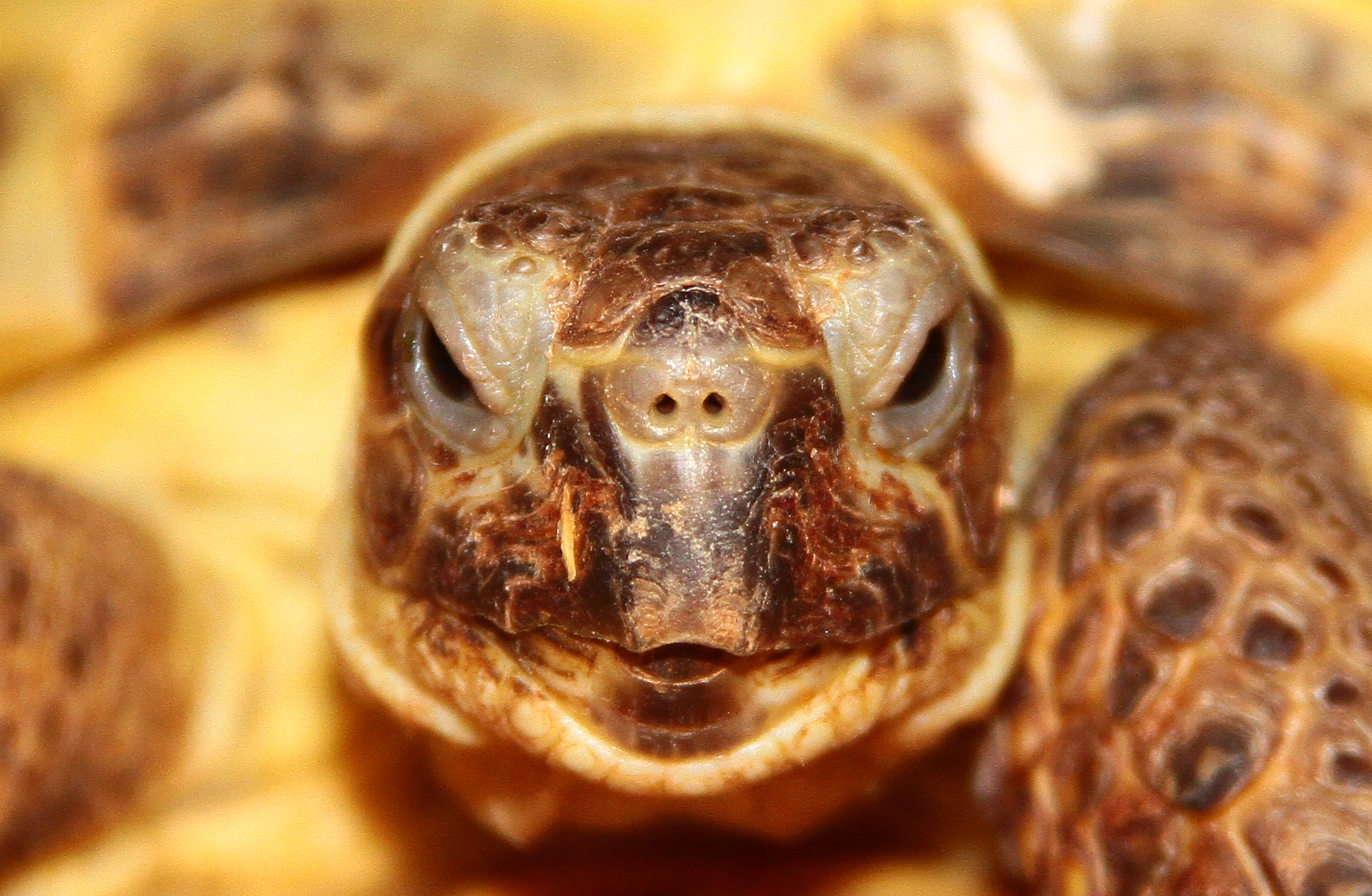

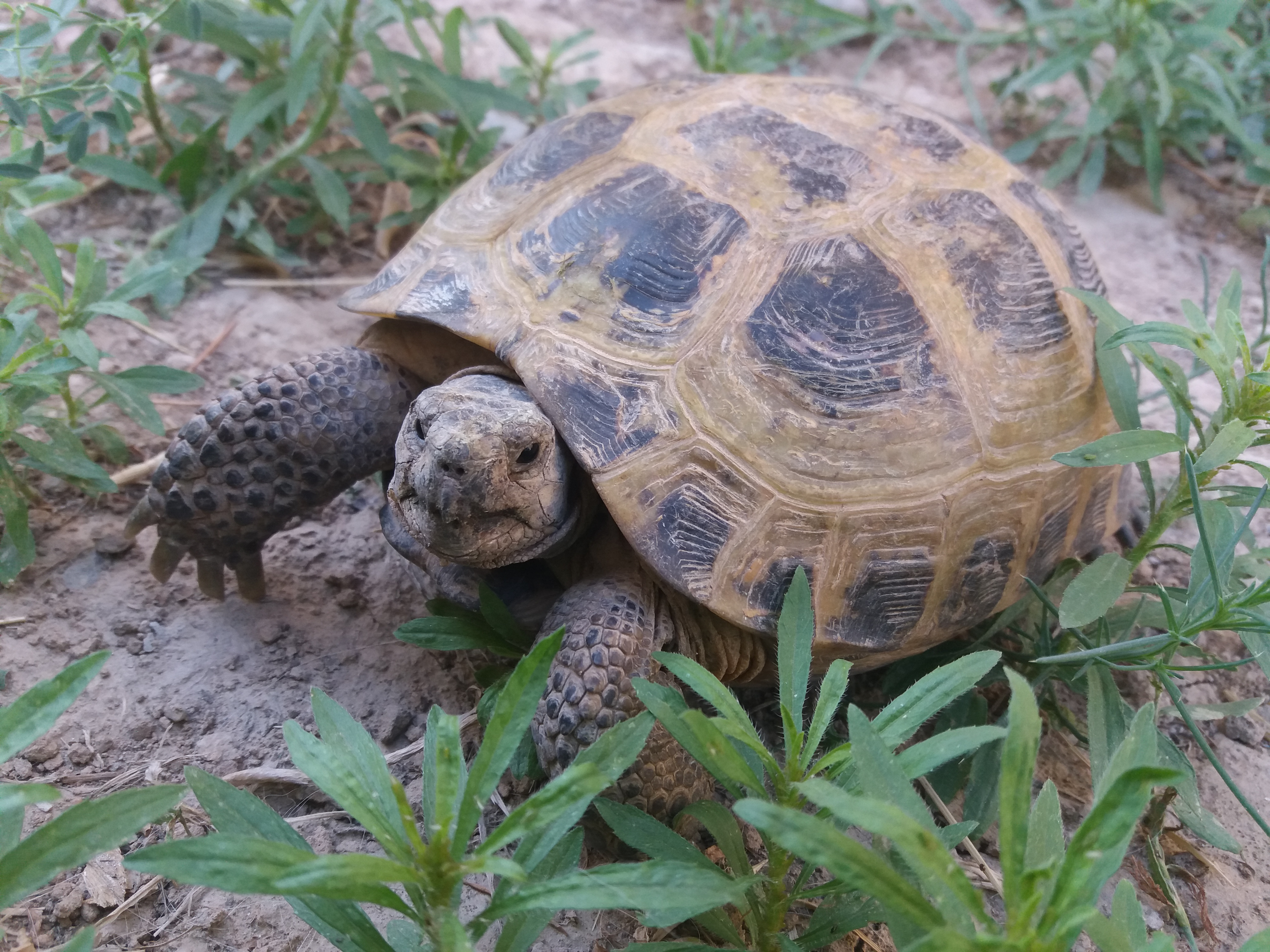
Самец среднеазиатской черепахи.

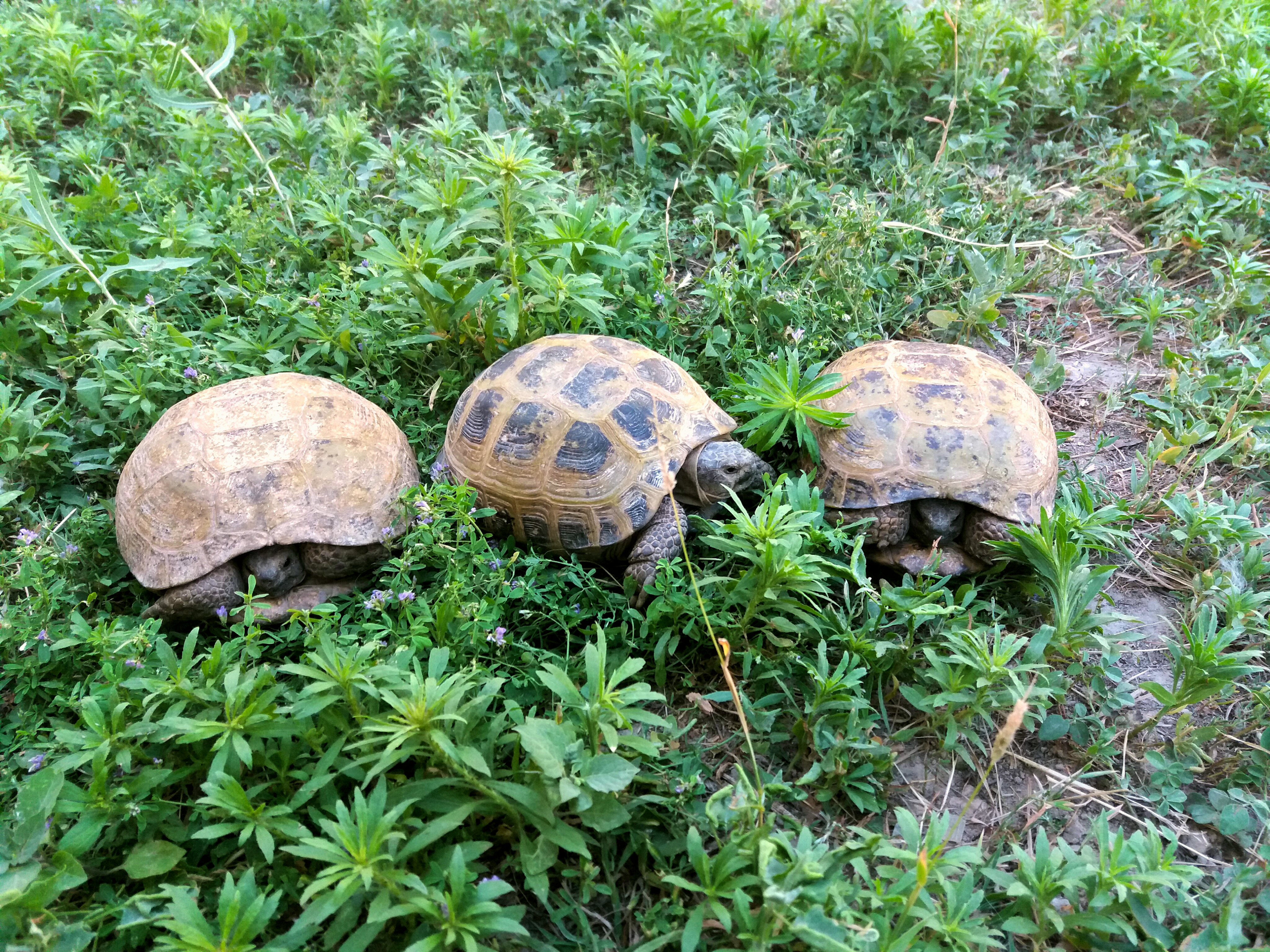
Самец (в центре) и две самки.

Панцирь среднеазиатской черепахи невысокий, округлый, желтовато-бурого цвета, с расплывчатыми темными пятнами. Карапакс разделён на 13 роговых щитков, пластрон — на 16, по бокам карапакса расположены 25 щитков. На каждом из 13 щитков карапакса имеются бороздки, обычно их число соответствует количеству лет, прожитых черепахой (аналогично кругам на срезе дерева). Длина черепахи в среднем 15—20 см. На передних лапах среднеазиатской черепахи по 4 пальца, а на бедрах задних расположены роговые бугорки.
Самцы достигают половой зрелости по истечении 5-6 лет, самки — позже, не раньше 10-летнего возраста. Поэтому при одинаковом возрасте самцы имеют существенно меньший размер.
Среднеазиатские черепахи растут на протяжении всей жизни. В дикой природе живут до 50 лет, в неволе — до 10 лет.

## Ареал и места обитания
Среднеазиатская черепаха встречается в Казахстане, Кыргызстане, Узбекистане, Туркменистане, Таджикистане, в северо-восточном Иране, Афганистане, в северо-западных районах Индии и Пакистана и в северо-западном Китае. В Казахстане распространена в южной половине, где расположена северная граница её ареала.
Она обитает в глинистых и песчаных пустынях с зарослями полыни, тамариска или саксаула, в предгорьях до высот 1200 м над уровнем моря, в долинах рек, на сельскохозяйственных землях.
Среднеазиатская черепаха — животное, которое уходит в зимнюю спячку. Холодное время года представители этого вида проводят в норах, которые или откапывают сами, или устраивают на месте заброшенных колоний грызунов, расширяя их под себя.
Глобальная численность этого вида неизвестна, её плотность на разных участках сильно варьируется. К примеру, в Казахстане на одном из участков, который составляет 5% ареала среднеазиатской черепахи на этой стране, её плотность в 2021-2022 года составляла от 1,5 до 50 особей на гектар. Данные этого учёта, который проводился Институтом зоологии Казахстана, свидетельствуют об увеличении плотности среднеазиатской черепахи в 1,5 раза по сравнению с данными учётов, проводившихся до 2006 года.

## Взаимодействие с человеком и охранный статус
Основными угрозами существованию среднеазиатской черепахи являются разрушение или уничтожение местообитаний, нелегальное изъятие животных из природы и изменение климата. Причины, которые приводятся к разрушению или уничтожению местообитаний: распашка земель, скотоводство, урбанизация и др. Среднеазиатские черепахи гибнут в траншеях, которые вырывают фермеры для ограждения своих полей.
В Казахстане среднеазиатская черепаха часто становится объектом международной нелегальной торговли. Степные черепахи вывозятся из Казахстана в основном в Россию. Оттуда они — под видом узбекистанского экспорта — отправляются в европейские страны, США и, возможно, в Китай.
В России этот вид не встречается в дикой природе. По оценкам российского отделения WWF, нелегальный ввоз этой рептилии в Россию может составлять около 100 тысяч особей в год. Одно из последних крупных задержаний — конфискация четырёх тысяч степных черепах в 2019 году. Тогда животных незаконно вывезли из Казахстана и держали в мешках в одном из гаражей Оренбурга. В том же году на таможенном пункте в Оренбурге была задержана другая крупная партия (4,1 тысячи), а тремя годами ранее — рекордный контрабандный ввоз среднеазиатских черепах из Казахстана в Россию (около 8 тысяч). Именно Оренбург является пунктом контрабандного транзита среднеазиатской черепахи из Центральной Азии в Европу и США.
Среднеазиатская черепаха включена в Красный список Международного союза охраны природы как уязвимый вид. В казахстанскую Красную книгу вид не занесён, но охраняется Красными книгами в Кыргызстане (включена в 2006 году), Таджикистане (2015 году) и Узбекистане (2019 году). 
Среднеазиатская черепаха также находится под защитой Конвенции о международной торговле видами дикой фауны и флоры, находящимися под угрозой исчезновения (СИТЕС). Это вид включён в Приложение II CИТЕС. Для стран-участниц СИТЕС, к которым относится и Казахстан, это означает, что ввоз и вывоз среднеазиатской черепахи разрешён, но в случае вывоза требуется разрешение СИТЕС. В Казахстане правила в отношении видов Приложения II строже: нужно разрешение как на вывоз, так и на ввоз. Такие разрешения выдаются административным органом СИТЕС в стране-участнице. В Казахстане это Комитет лесного хозяйства и животного мира Министерства экологии и природных ресурсов РК.
В Казахстане есть общественный фонд, который занимается лечением, реабилитацией и выпуском в дикую природу среднеазиатских черепах, которые пострадали от содержания в неволе.
За незаконное изъятие среднеазиатской черепахи из дикой природы Казахстана можно получить штраф или лишение свободы.

## Размножение
В природе среднеазиатские черепахи откладывают яйца в норах.
Из-за того, что в зооторговле спрос преимущественно на более мелких по размеру черепах, природные популяции лишаются более молодых особей обоих полов и взрослых самцов. Эта ситуация приводит к нарушению полового состава популяции и сказывается на темпах её восстановления в будущем.

## Питание
В природе среднеазиатская черепаха питается растениями пустыни, бахчевыми культурами, всходами многолетних трав и кустарников, ягодами и падалицей фруктов в садах.

## Содержание в неволе
Правильное содержание среднеазиатской черепахи требует некоторых затрат.
На одну особь нужен террариум, минимальные размеры 80 см (длина) x 40 см (ширина) x 40см (высота). В террариум нужно установить 2 лампы. Лампы нужно включать на весь световой день (8-10 часов). Удобно использовать розетки с таймером (умные розетки). Над зоной баскинга нужно установить лампу накаливания 25—60 Вт. Лампа подбирается так, чтобы под ней установилась температура 30—32 °C. Под лампу положить плоский камень или крупную гальку. В противоположном от баскинга углу должна быть температура 22—24 °C (холодный угол). Влажность не менее 60 %.
Обязательно нужна Ультрафиолетовая лампа для рептилий с UVB от 10 % до 14 % на высоте примерно 20 см от грунта. Со временем такие лампы теряют свои свойства. Их нужно регулярно менять. Срок службы от 6 до 12 месяцев.
В качестве грунта в террариум идеально использовать супесь. Ее можно заменить на речной песок перемешанный с землей или окатанный ракушечник. В крайнем случае можно использовать древесную щепу лиственных и плодовых пород деревьев. При содержании на щепе нужно создать имитацию влажной норы с мхом сфагнум. При любом виде грунта его толщина должна быть не менее 10 см, чтобы черепаха могла без труда зарыться в него. Это дает возможность формироваться панцирю правильно.
Черепахам необходимы регулярные (2—3 раза в неделю) водные процедуры. Температура воды должна быть 30—33 °C. Воды наливать чуть выше края панциря. Продолжительность купания 30—60 минут. Молодых и пересушенных особей купать ежедневно по 15—30 минут.
Часто при купании черепахи испражняются, так же при купании (не обязательно каждый раз) выводятся соли. В норме они белые и довольно жидкие. Если выходят твердыми, то нужно увеличить частоту и продолжительность купания.

### Размножение при содержании в неволе
Для размножения в неволе нужны две черепахи приблизительно одного возраста и веса. Самок отличают от самцов по форме хвоста — если у черепашки хвост более длинный и широкий у основания — значит это самец, у самцов среднеазиатской черепахи часто присутствует вмятина на пластроне ближе к хвосту. У самцов клоака расположена дальше по хвосту, чем у самок. У самок пластрон — плоский, хвост короткий за счет размещения в их клоаке яйцевода, без утолщения. Клоака расположена около конца карапакса, то есть практически у основания хвоста.
Спариваются черепахи с февраля по август. Длительность вынашивания яиц — два месяца, после чего самка откладывает от двух до шести яиц. Инкубация при температуре 28—30 °С длится 60—65 дней.

### Питание при содержании в неволе
В домашних условиях черепах нужно кормить в первой половине дня. Взрослых особей — 1 раз в 3 дня, черепах до 2-х лет — каждый день разрешенными сорными травами, суккулентами. Для кормления нужно использовать плоскую поверхность (керамическая плитка, плоский камень, спил дерева и пр.). Это нужно чтобы избежать смешивания грунта с едой.
Черепах кормят натуральными, засушенными или замороженными (в зависимости от сезона) растениями. Основной едой для любых травоядных черепах являются различные сорные травы (одуванчик, клевер, подорожник, крапива, кипрей, тысячелистник, полынь, манжетка, скерда и пр). Летом их можно собирать на улице в лесопарковой зоне и сушить/морозить на зиму. Это полезный, доступный и бесплатный корм.
Также можно использовать некоторые домашние растения (алоэ, толстянка, каланхоэ, пеперамия, традесканция, сансивьера, хлорофитум, опунция, фиалка, колеус, гибискус, маранта, абутилон, циссус и др.), реже — овощи. Животный корм, фрукты и ягоды недопустимы.
Каждое второе кормление (при соблюдении рекомендованного режима кормления) посыпать еду кальцием (в составе которого нет фосфора и D3). Количество корма — приблизительно с половину панциря. Ёмкость с пищей ставится на 30 минут, после чего убирается, независимо от того, был ли съеден весь корм. Постоянно в террариуме может находиться сено.
Также в террариум нужно поставить поилку — купалку с водой.

## Подвиды
- T. horsfieldii horsfieldii
- T. horsfieldii bogdanovi
- T. horsfieldii kuznetzovi
- T. horsfieldii kazachstanica
- T. horsfieldii terbishi
- T. horsfieldii rustamovi

## Среднеазиатские черепахи в космосе
В 1968 году на борту советского беспилотного космического аппарата «Зонд-5», облетевшего вокруг Луны, находились две среднеазиатские черепахи, которые вернулись живыми и похудевшими на 10 %. Одна из черепах лишилась глаза из-за перегрузок при входе в атмосферу, доходивших до 20 g. Эти черепахи стали первыми живыми существами, долетевшими до Луны. Впоследствии среднеазиатские черепахи отправлялись в космос на борту лунных космических аппаратов «Зонд-6» (разбился при посадке на Землю), «Зонд-7» и «Зонд-8» (благополучно вернулись). Выбор среднеазиатских черепах в качестве объектов космических экспериментов был связан с тем, что из-за замедленного обмена веществ в течение полёта их не надо было поить и кормить.